# 志染町
志染町（しじみちょう）は兵庫県三木市にある地区名である。

## 概要
1970年以前は純農村地帯であったが、1970年頃から緑が丘、自由が丘、青山の順にニュータウンが次々と開発され、現在では神戸市など阪神地域のベッドタウンとして約32,000人の住民が暮らしている。
三木サティをはじめとする多くの店舗があり、都市機能は充実しているといえる。また、近年では兵庫県を事業主体とする三木総合防災公園・ひょうご情報公園都市の整備が進められている。一方、豊かな自然が残っているほか、伽耶院・御坂サイフォン橋・志染の石室（窟屋の金水）・千体地蔵などの観光名所や、阪神間モダニズムの影響を受け設計され、名門と謳われる廣野ゴルフ倶楽部がある。また、神戸市との境にある呑吐ダムは、灌漑や上水道の供給源として利用されている。
交通に関しては、山陽自動車道三木東インターチェンジや神戸淡路鳴門自動車道方面への分岐点である三木ジャンクションがある。また、神戸電鉄粟生線が東西に走っており、東から緑が丘駅、広野ゴルフ場前駅、志染駅がある。これらの駅の北側がニュータウン地域となっている。
近年ではニュータウン世代の高齢化と都心回帰現象による若者の流出が目立ってきている。

## 沿革
- 1954年7月1日 - 志染村が三木市に編入され、三木市志染町になる。
- 1957年5月15日 - 三木市役所志染支所が廃止される。
- 1971年4月1日 - 緑が丘町が志染町より分離する。
- 1975年 - 自由が丘が街開きする。
- 1984年 - 青山が街開きする。
- 1984年5月30日 - 県南西部を震源とする山崎地震が発生する。
- 1995年1月17日 - 阪神・淡路大震災が発生し、石垣などが割れる被害[要出典]が発生。
- 2006年9月28日 - 志染バイパスが開通する。
- 2006年9月29日 - 明仁天皇・美智子皇后（いずれも当時）夫妻が兵庫県立三木精愛園・兵庫県立三木防災公園を訪問する。

## 地理
西側の青山地区は丘陵地帯（志染丘陵）であり、坂が多い。東側の三津田にはシブレ山がある。

### 河川・水路
- 川：志染川、細目川
- 水路：淡河川疏水、山田川疏水

### 橋・トンネル
- 橋：御坂サイフォン橋、志染大橋、長早橋
- トンネル：丹生トンネル、芥子山トンネル

## 地区

### 住所表記
「三木市志染町」以下の表記。
| 住所名     | 読み仮名           | 小学校校区           | 中学校校区             |
| ---------- | ------------------ | -------------------- | ---------------------- |
| 青山       | あおやま           | 緑が丘東             | 緑が丘                 |
| 安福田     | あぶた             | 志染                 | 志染                   |
| 井上       | いのうえ           | 志染                 | 志染                   |
| 窟屋       | いわや             | 志染                 | 志染                   |
| 大谷       | おおたに           | 志染                 | 志染                   |
| 高男寺     | こうなんじ         | 志染                 | 志染                   |
| 四合谷     | しごうだに         | 緑が丘               | 緑が丘                 |
| 志染中     | しじみなか         | 志染                 | 志染                   |
| 戸田       | とだ               | 志染                 | 志染                   |
| 中自由が丘 | なかじゆうがおか   | 自由が丘             | 自由が丘               |
| 西自由が丘 | にしじゆうがおか   | 自由が丘             | 自由が丘               |
| 東自由が丘 | ひがしじゆうがおか | 自由が丘東           | 自由が丘               |
| 広野       | ひろの             | 広野 8丁目のみ緑が丘 | 三木東 8丁目のみ緑が丘 |
| 細目       | ほそめ             | 志染                 | 志染                   |
| 御坂       | みさか             | 志染                 | 志染                   |
| 三津田     | みつだ             | 志染                 | 志染                   |
| 吉田       | よしだ             | 志染                 | 志染                   |

### 郵便番号
| 郵便番号 | 大字名     |
| -------- | ---------- |
| 673-0501 | 吉田       |
| 673-0502 | 安福田     |
| 673-0503 | 窟屋       |
| 673-0504 | 高男寺     |
| 673-0505 | 細目       |
| 673-0506 | 四合谷     |
| 673-0511 | 志染中     |
| 673-0512 | 井上       |
| 673-0513 | 大谷       |
| 673-0514 | 戸田       |
| 673-0515 | 三津田     |
| 673-0516 | 御坂       |
| 673-0521 | 青山       |
| 673-0541 | 広野       |
| 673-0551 | 西自由が丘 |
| 673-0552 | 中自由が丘 |
| 673-0553 | 東自由が丘 |

## 公共施設
- 三木防災公園
- 兵庫県立三木精愛園
- ひょうご情報公園都市（工業団地）

## 教育

### 小学校
| 学校名                   | 地区     | 校区                                                                               |
| ------------------------ | -------- | ---------------------------------------------------------------------------------- |
| 三木市立志染小学校       | 志染     | 安福田・井上・窟屋・大谷・高男寺・志染中・戸田・細目・御坂・三津田・吉田の各地区。 |
| 三木市立広野小学校       | 広野     | 広野（1～7丁目）                                                                   |
| 三木市立自由が丘小学校   | 自由が丘 | 中自由が丘（一部）・西自由が丘                                                     |
| 三木市立自由が丘東小学校 | 四合谷   | 中自由が丘（一部）・東自由が丘                                                     |

#### 存在した小学校
- 三木市立志染小学校吉田分校 - 1963年廃校。

### 中学校
| 学校名                 | 地区       | 校区                                                                     |
| ---------------------- | ---------- | ------------------------------------------------------------------------ |
| 三木市立志染中学校     | 志染       | 安福田・井上・窟屋・大谷・高男寺・志染中・戸田・細目・御坂・三津田・吉田 |
| 三木市立自由が丘中学校 | 吉田       | 中自由が丘（一部）、西自由が丘、東自由が丘                               |
| 三木市立緑が丘中学校   | 緑が丘町東 | 青山、四合谷、広野（8丁目）                                              |

※広野1～7丁目の中学校区は、地域外の三木市立三木東中学校である。

### 高等学校
- 兵庫県立三木北高等学校（青山）

### 大学
- 関西国際大学（青山）

### 特別支援学校
- 三木市立三木特別支援学校（青山）

## 観光・娯楽
- 伽耶院（大谷）
- 千体地蔵（井上）
- 野々池沢古墳
- 廣野ゴルフ倶楽部

## 郵便局
- 三木郵便局、三木緑ケ丘郵便局、三木青山郵便局、三木西自由が丘郵便局、三木西自由が丘郵便局

## 商業

### スーパーマーケット
- イオン三木青山店
- ジャパン志染店
- 生活協同組合コープこうべ三木志染店
- トーホー志染店
- フレッシュバザール三木志染店

### 量販店
- オオツキ三木店
- オギノ
- ジョーシン三木志染店
- ザ・ダイソー三木志染店
- 三木広野ファッションモール
- ダイキ三木広野店
- ダイキ三木青山店
- ディスカウントドラッグコスモス青山店

### 飲食店
全国展開のチェーン店などが多数立地している。

## 道路

### 高速道路
- 山陽自動車道
  - 三木東インターチェンジ-三木ジャンクション
- 西神自動車道（木見支線）

### 国道
- なし

### 県道
- 兵庫県道22号神戸三木線
- 兵庫県道38号三木三田線
- 兵庫県道83号平野三木線
  - 志染バイパス
- 兵庫県道85号神戸加東線
- 兵庫県道513号三木環状線
- 兵庫県道514号志染土山線

### 市道
- 三木市道緑が丘青山線
- 三木市道自由が丘緑が丘線
- 三木市道自由が丘窟屋線
- 三木市道青山笠松線

## 公共交通機関

### 鉄道
- 神戸電鉄
  - 緑が丘駅 - 広野ゴルフ場前駅 - 志染駅

### 路線バス
- 神姫バス
  - 恵比須快速線
  - 西脇急行線
- みっきぃバス（コミュニティバス）

## メディア

### ケーブルテレビ
- K-CAT eoTV
- ケーブルテレビ神戸

### ラジオ
- FMみっきぃ（エフエム三木）

### 視聴可能なテレビ局
- 三木中継局を受信する。

| リモコンキーID | 放送局名       | アナログ放送 | アナログ放送 | アナログ放送 | デジタル放送 | デジタル放送 | デジタル放送 | 放送区域内世帯数                                                     |
| リモコンキーID | 放送局名       | チャンネル   | 空中線電力   | ERP          | チャンネル   | 空中線電力   | ERP          | 放送区域内世帯数                                                     |
| 1              | NHK神戸総合    | 44           | 100w         | 510w         | 22           | 30w          | 155w         | 三木市の一部世帯 加古川市の一部世帯 小野市の一部世帯 など 約25万世帯 |
| 2              | NHK神戸教育    | 46           | 100w         | 510w         | 13           | 30w          | 155w         | 三木市の一部世帯 加古川市の一部世帯 小野市の一部世帯 など 約25万世帯 |
| 4              | 毎日放送       | 34           | 100w         | 470w         | 16           | 30w          | 165w         | 三木市の一部世帯 加古川市の一部世帯 小野市の一部世帯 など 約25万世帯 |
| 6              | 朝日放送       | 38           | 100w         | 470w         | 15           | 30w          | 165w         | 三木市の一部世帯 加古川市の一部世帯 小野市の一部世帯 など 約25万世帯 |
| 8              | 関西テレビ放送 | 40           | 100w         | 470w         | 17           | 30w          | 165w         | 三木市の一部世帯 加古川市の一部世帯 小野市の一部世帯 など 約25万世帯 |
| 10             | 讀賣テレビ放送 | 42           | 100w         | 470w         | 14           | 30w          | 165w         | 三木市の一部世帯 加古川市の一部世帯 小野市の一部世帯 など 約25万世帯 |
| -------------- | -------------- | ------------ | ------------ | ------------ | ------------ | ------------ | ------------ | -------------------------------------------------------------------- |

※サンテレビジョンは、摩耶山親局（アナログ36ch デジタル26ch リモコンIDキー3）からの受信区域内であるため設置していない。
※デジタルテレビ放送は、正法寺山より受信（垂直偏波）。

## 有名人

### 出身
- 山田ルイ53世（髭男爵） - お笑い芸人（緑が丘）
- 奥嶋ひろまさ - 漫画家（青山）
- 薮本吉秀 - 政治家・三木市長（志染）
- 川野武文 - 宮崎放送アナウンサー（緑が丘）
- 園田涼（ソノダバンド） - ミュージシャン（自由が丘）
- いもとようこ - 絵本作家（志染）
- 橘田規 - プロゴルファー（志染）

### 在住
- 勝丸桂二郎 - 企業家・富士通テン社長（緑が丘）